# 페뷸러스
《페뷸러스》(영어: Fabuleuses)는 2019년 8월에 개봉한 캐나다의 코미디 영화이다.
 멜라니 샤르본느가 감독을 멜라니 샤르본느와 제네비에브 페테르센가 각본을 맡았다.
 캐나다는 2019년 8월 21일에 대한민국은 2020년 11월 5일에 개봉되었다.

## 줄거리
악기를 연주하는 페미니스트 엘리와 작가가 되고 싶은 로리는

찐친이자 룸메이트이다

이들 앞에 대세 인플루언서 클라라가 나타나고 로리는

클라라의 베프로 인스타에 노출되기 시작하고 이를 못마땅히

여기는 엘리는 어느날 로리가 집을 초대한 클라라를 만나게 되고

클라라는 엘리의 페미니스트 모임에 참여하게 되는데...

## 출연진

### 주연
- 줄리엣 고셀린 - 클라라 역
- 노에미 오파렐 - 노에미 오파렐 역
- 모우니아 자흐잠 - 엘리자베스 역

### 조연
- 아드리엔 블랫톤 - 세바스찬 역
- 알렉상드르 나치 - 앙트완 역